# Hinteres Schwabinger Tor

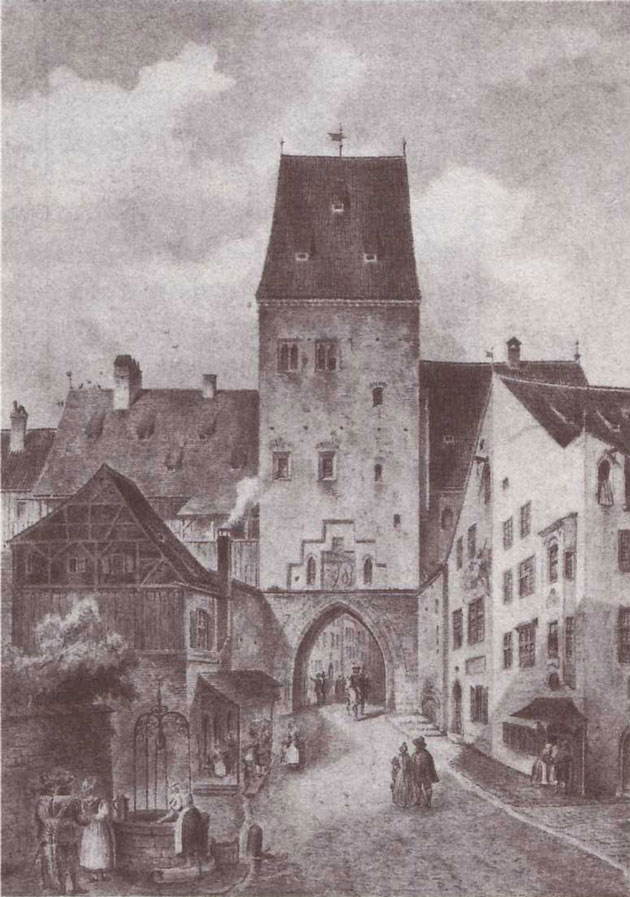
Hinteres Schwabinger Tor

Das Hintere Schwabinger Tor war eines der fünf Stadttore der gegen Ende des 12. Jahrhunderts erbauten ersten Stadtmauer des mittelalterlichen Münchens. Es war eines der beiden Tore im Norden der Altstadt und lag etwa an der Stelle, an der heute die Schäfflerstraße auf die Weinstraße trifft (Weinstraße 11).

## Geschichte
Erstmals urkundlich erwähnt wurde das Tor 1325 unter der Bezeichnung turris apud amphoram (Turm bei der Amphore). Es wurde auch als Wilbrechtsturm (14. Jahrhundert), Schäfflerturm, Tömlingerturm oder Nudelturm bezeichnet.
Gelegentlich wird auch die Bezeichnung Inneres Schwabinger Tor verwendet, die aber mehrdeutig ist, da damit auch das Vordere Schwabinger Tor bezeichnet wird.
Das Hintere Schwabinger Tor war ein einfacher Turm mit Tordurchfahrt. Es wurde zeitweise als Zeughaus verwendet, in dem Ballisten, Armbrüste und die dazugehörige Munition aufbewahrt wurden. 1691 wurde das Tor abgerissen.